# Triflato de metilo
El trifluorometanosulfonato de metilo o triflato de metilo, comúnmente abreviado MeOTf, es un compuesto orgánico con la fórmula C2H3F3O3S. Es un líquido incoloro el cual es un muy potente (y muy peligroso) compuesto de metilación reactiva en química.

## Reactividad
Este compuesto está estrechamente relacionado con fluorosulfonato de metilo (FSO2OCH3), que es un reactivo de los más viejos y menos comunes. Estos compuestos tienen una alquilación más rápida y una gama más amplia de sustratos que los tradicionales agentes de metilación, tales como yoduro de metilo. 
Una clasificación de los agentes alquilantes es CH3)3O+ > CF3SO2OCH3 ~ FSO2OCH3 > (CH3)2SO4> CH3I. 
Se alquila con muchos grupos funcionales que son débilmente básicos, como aldehídos, amidas y nitrilos. No se metila con el benceno o el voluminoso 2,6-di-tert-butilpiridina.  
Su capacidad para metilar N-heterociclos es explotada en ciertos esquemas de desprotección.